# Тихоокеанска плоча
Тихоокеанската плоча е тектонска плоча, която лежи под Тихия океан. С площ от 103 300 000 km2, това е най-голямата тектонска плоча на Земята.
Плочата съдържа вътрешна гореща точка, образуваща Хавайските острови. Някои учени считат, че плочата Птича глава се движи в унисон с Тихоокеанската, но други не намират връзка между двете плочи.

## Граници
Североизточната част е дивергентна граница с плочите Експлорер, Хуан де Фука и Горда, образувайки съответните хребети с тях. По средата на източната част се намира трансформен разлом, отделящ я от Северноамериканската плоча по дължина на разлома Сан Андреас, и граница с Кокосовата плоча. Югоизточната част е дивергентна граница с плочата Наска, образувайки Източнотихоокеанското възвишение. Южната граница е дивергентна граница с Антарктическата плоча, при което се образува Тихоокеанско-Антарктическото възвишение. Западната част на плочата граничи с Охотската плоча при Курило-Камчатската падина и Японската падина, образува конвергентна граница чрез субдукция под Филипинската плоча, създавайки Марианската падина, има трансформен разлом с Каролинската плоча и се сблъсква с плочата Северен Бисмарк. На югозапад Тихоокеанската плоча има сложна, но като цяло конвергентна граница с Индо-Австралийската плоча, подпъхвайки се северно от Нова Зелнадия и образувайки падините Тонга и Кермадек. Между двете плочи съществува трансформен разлом, а п̀о на юг Индо-Австралийската плоча се подпъхва под Тихоокеанската, образувайки падината Пюисегур. Южната част на Зеландия, която се намира източно от тази граница, представлява най-големият блок от континентална кора на плочата. Северната част е конвергентна граница, подпъхваща се под Северноамериканската плоча, образувайки Алеутската падина и Алеутските острови.

## Палеогеология
Тихоокеанската плоча е съставена почти изцяло от океанска кора, но съдържа и малко континентална кора при Нова Зеландия, Долна Калифорния и брега на Калифорния. Плочата показва една от най-големите ареални секции на най-старите образци на геология на морското дъно при източноазиатските океански падини. Геоложка карта на дъното на Тихия океан показва не само геоложките последователности и свързаните зони от Тихоокеанския огнен пръстен, но и различните възрасти на дъното по стълбовиден начин, от най-млади към най-стари, като най-старите се намират в азиатските океански падини. Най-старите образци, изчезващи посредством тектониката на плочите, са от периода на ранна креда (145 – 137 милиона години).